# Липьевское сельское поселение
Липьевское сельское поселение — упразднённое с 12 апреля 2010 года муниципальное образование в Марёвском муниципальном районе Новгородской области России.
Административный центр — деревня Липье.
Территория сельского поселения расположена на юге Новгородской области на Валдайской возвышенности, к западу от Марёва.
Липьевское сельское поселение было образовано в соответствии с законом Новгородской области от 11 ноября 2005 года № 559-ОЗ, в соответствии с областным законом № 699-ОЗ, с апреля 2010 года сельское поселение объединено наряду с также упразднённым Марёвским во вновь образованное Марёвское сельское поселение с административным центром в селе Марёво.

## Населённые пункты
В состав сельского поселения входили 24 населённых пункта (деревни): Афаносово, Большое Дёмкино, Владычно, Липье, Луг, Малое Дёмкино, Манцы, Морозово, Новое Гридино, Новое Лукошкино, Ольшанка, Осиновик, Поленовщина, Поповка, Рудаково, Слатино, Смыково, Старое Гридино, Старое Лукошкино, Старь, Сухая Нива, Татары, Хвалёво, Шинково.

## История
К 1927 году в Демянском уезде Новгородской губернии в числе прочих сельсоветов в Молвотицкой волости существовали Дёмкинский и Луговской (Луговский, Лугский) сельсоветы, а в Моисеевской волости Лукошкинский и Липьевский сельсоветы. На территории Луговского (Луговского, Лугского) сельсовета были расположены в числе прочих деревни Афаносово, Луг, Рудаково, Слатино и Хвалёво; на территории Дёмкинского сельсовета — Большое Дёмкино, Владычно, Малое Дёмкино, Манцы, Татары и Шинково; на территории Липьевского сельсовета — Липье, Ольшанка (Ольшинка), Поленовщина, Поповка, Смыково, Сухая Нива; на территории Лукошкинского сельсовета — Новое Гридино, Новое Лукошкино, Осиновик, Старое Гридино, Старое Лукошкино. С августа 1927 года эти сельсоветы, в числе прочих, вошли в состав новообразованного Молвотицкого района новообразованного Новгородского округа в составе переименованной из Северо-Западной в Ленинградскую области. В ноябре 1928 года при реорганизации сети сельсоветов Ленинградской области в Молвотицком районе Дёмкинский и Лукошкинский сельсоветы были упразднены, был вновь образован в числе прочих Манцовский сельсовет. Деревни Большое Дёмкино, Малое Дёмкино были перечислены в состав Луговского сельсовета, Владычно, Новое Гридино, Новое Лукошкино, Осиновик, Старое Гридино, Старое Лукошкино и Шинково в состав Липьевского сельсовета, Манцы и Татары в состав новообразованного Манцовского сельсовета. По постановлению ЦИК и СНК СССР от 23 июля 1930 года Новгородский округ был упразднён, а район перешёл в прямое подчинение Леноблисполкому. С 6 сентября 1941 года до 1942…1943 гг. Молвотицкий район был оккупирован немецко-фашистскими войсками. Указом Президиума Верховного Совета РСФСР от 19 февраля 1944 года райцентр Молвотицкого района был перенесён из села Молвотицы в село Марёво. Указом Президиума Верховного Совета СССР от 5 июля 1944 года была образована Новгородская область и Молвотицкий район вошёл в её состав.
Решением Новгородского облисполкома № 1165 от 27 сентября 1950 года из Липьевского в Луговский сельсовет были перечислены деревни Владычино и Чащивец, затем решением Новгородского облисполкома № 359 от 8 июня 1954 года Манцовский сельсовет был упразднён, а деревни Манцы и Татары вошли в состав Луговского сельсовета.
Во время неудавшейся всесоюзной реформы по делению на сельские и промышленные районы и парторганизации, в соответствии с решениями ноябрьского (1962 года) пленума ЦК КПСС «о перестройке партийного руководства народным хозяйством» с 10 декабря 1962 года был образован крупный Демянский сельский район, а административный Молвотицкий район 1 февраля 1963 года был упразднён. Луговский и Липьевский сельсоветы тогда вошли в состав Демянского сельского района. Пленум ЦК КПСС, состоявшийся 16 ноября 1964 года восстановил прежний принцип партийного руководства народным хозяйством, после чего Указом Верховного Совета РСФСР от 12 января 1965 года сельские районы были преобразованы вновь в административные районы и решением Новгородского облисполкома № 6 от 14 января 1965 года Луговский и Липьевский сельсоветы в Демянском районе. В соответствие решению Новгородского облисполкома № 706 от 31 декабря 1966 года Луговский и Липьевский сельсоветы из Демянского района были переданы во вновь созданный Марёвский район.
Решением Новгородского облисполкома № 46 от 26 января 1976 года были упразднены (сняты с регистрации) деревни Перхово и Песчаница Луговского сельсовета, затем решением Новгородского облисполкома № 82 от 11 февраля 1982 года были упразднены (сняты с учёта) деревня Чепятино Липьевского сельсовета и деревни Леохново, Межник, Пустынька и Чащивец Луговского сельсовета.
После прекращения деятельности Луговского и Липьевского сельских Советов в начале 1990-х стала действовать Администрации Луговского и Липьевского сельсоветов, которые были упразднены в начале 2006 года и по результатам муниципальной реформы деревни обоих сельсоветов вошли в состав муниципального образования — Липьевское сельское поселение Марёвского муниципального района (местное самоуправление), по административно-территориальному устройству стали подчинены администрации Липьевского сельского поселения Марёвского района. С 12 апреля 2010 года после упразднения Липьевского сельского поселения деревни вошли в составе Марёвского сельского поселения.

## Транспорт
По территории прежнего сельского поселения проходит автодорога из Марёва в Демянск.